# رود ایبو
رود ایبو (به لاتین: Ibo River) یک رود در ژاپن است که در استان هیوگو واقع شده‌است.